# Jewgeni Petrowitsch Obolenski

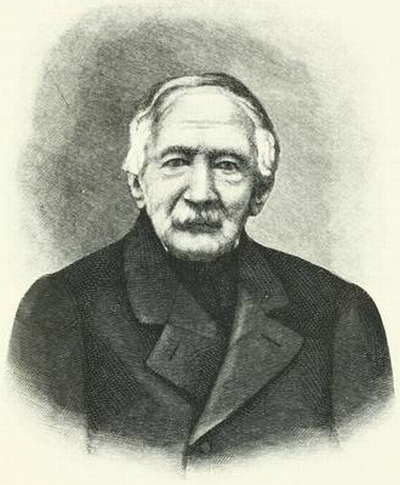
Jewgeni Petrowitsch Obolenski

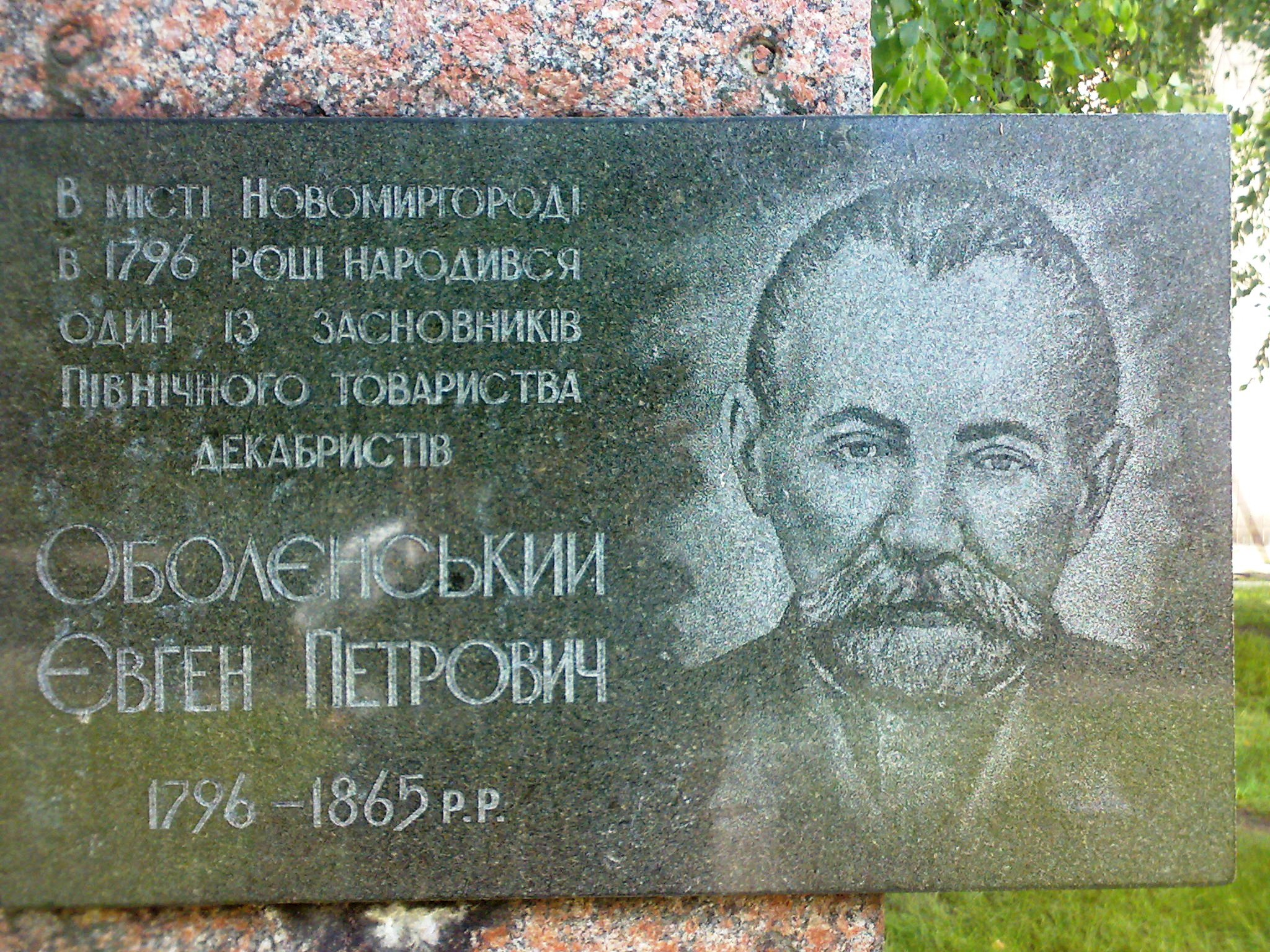
Gedenktafel für Jewgeni Obolenski in Nowomyrhorod

Jewgeni Petrowitsch Obolenski (russisch Евге́ний Петро́вич Оболе́нский/ Transliteration Evgenij Petrovič Obolenskij; ukrainisch Євген Петрович Оболенський Jewhen Petrowytsch Obolenskyj; * 6. Oktoberjul. / 17. Oktober 1796greg. in Nowomirgorod, damals Gouvernement Cherson, Russisches Kaiserreich; † 26. Februarjul. / 10. März 1865greg. in Kaluga, Russisches Kaiserreich) war ein russischer Fürst aus dem Haus Obolenski, Garde-Offizier der kaiserlich-russischen Armee und einer der aktivsten Teilnehmer des Dekabristen-Aufstandes.

## Leben
Jewgeni Obolenski kam als Sohn des Fürsten Peter Nikolajewitsch Obolenski (1762–1830) und dessen Frau Anna Jewgenjenewna Kaschkina (1778–1810) im heutigen Nowomyrhorod in der ukrainischen Oblast Kirowohrad zur Welt. Sein Vater war dort Gouverneur des kurzzeitig bestehenden Gouvernement Wosnessensk, das anschließend im Gouvernement Cherson aufging. Jewgeni wurde, wie auch sein 1790 geborener Halbbruder Nikolai Petrowitsch Obolenski und sein jüngerer Bruder Konstantin Petrowitsch Obolenski (1798–1861) kaiserlich-russischer Offizier.
Er war Oberleutnant des Finnischen Leibgarde-Regiments und stieg bis zum leitenden Adjutanten des Kommandanten des Gardekorps der Infanterie Generalleutnant Rodrig Grigorjewitsch Bistrom (Родриг Григорьевич Бистром) auf.
Am 14. Dezemberjul. / 26. Dezember 1825greg. war er, als Mitglied des Nordbundes der Dekabristen, als einer der Ersten auf dem Platz des „Senats“ in Sankt Petersburg. Hier kämpfte er auf Seite der Dekabristen gegen die regierungstreu gebliebenen Truppen, wobei er mit einem Bajonett den Militärgouverneur von Petersburg Michail Andrejewitsch Miloradowitsch leicht verwundete, der schließlich von Pjotr Grigorjewitsch Kachowski tödlich verletzt wurde.
Obolenski wurde am selben Tag verhaftet, in einem anschließenden Verfahren für schuldig befunden und zum Tode verurteilt. Das Urteil wurde in lebenslange Zwangsarbeit in Sibirien umgewandelt, wohin er in Ketten gelegt deportiert wurde. Nachdem er zu lebenslanger Verbannung in Sibirien begnadigt wurde, heiratete er 1846 in Jalutorowsk eine ehemalige Leibeigene, mit der er acht Kinder hatte, von denen jedoch einige im Kindesalter starben.
Im Jahr 1856 wurde seine Verbannung aufgehoben. Er ließ sich daraufhin, nachdem ein Antrag auf Genehmigung in Moskau zu leben abgelehnt wurde, in Kaluga nieder, wo er auch starb.